# Robot Operating System
Robot Operating System (ROS), est un ensemble d'outils informatiques sous forme de logiciels libres open source, permettant de développer des logiciels pour la robotique. À l'origine, il est développé en 2007 par la société américaine Willow Garage, pour son robot PR2. Son développement est aujourd'hui mené par l'« Open Robotics » (anciennement Open Source Robotics Foundation ou OSRF). En 2024, ROS est utilisé par plus de 1250 entreprises.

## Description
ROS est une plateforme de développement logicielle pour robot. Il s'agit d'un méta-système d'exploitation qui peut fonctionner sur un ou plusieurs ordinateurs et qui fournit plusieurs fonctionnalités : abstraction du matériel, contrôle des périphériques de bas niveau, mise en œuvre de fonctionnalités couramment utilisées, transmission de messages entre les processus et gestions des packages installés. 
Le logiciel ROS peut être séparé en trois groupes : 
1. les outils utilisés pour créer, lancer et distribuer des logiciels basés sur ROS (roscore[4], roslaunch[5], catkin[6])
2. les clients ROS pour des langages : roscpp (C++)[7]  et rospy (python)[8]
3. les packages contenant des programmes pour ROS utilisant un ou plusieurs clients ROS

Les outils et les principaux clients ROS (roscpp et rospy) sont publiés sous les termes de la Licence BSD. De nombreux packages sont publiés pour ROS avec diverses licences open source (BSD, MIT). Ces packages permettent de lancer des applications, des algorithmes ou encore des programmes pour interfacer ROS avec des robots. L'outil de simulation Gazebo est directement intégré à ROS.
Les principaux clients ROS (C++ et Python) étaient à l'origine uniquement compatibles avec des systèmes de type Unix en raison de leur dépendance à d'autres logiciels open-source.
En 2025 la version de ROS Jazzy Jalisco prends en charge les principales distributions Linux (Ubuntu, Debian, RHEL) mais aussi les systèmes Windows 10, MacOS  et OpenEmbedded Yocto. Cette version (appelée distribution à la manière des systèmes Linux) prends en charge les architectures de processeur AMD64, ARM32 et ARM64.
Il existe des clients ROS non officiels. Parmi eux on peut notamment citer :
- rosjava (Java)[10] qui a permis de faire fonctionner ROS sur le système d'exploitation Android.
- roslibjs (JavaScript)[11] qui permet d'interagir avec un système ROS depuis un navigateur. Ce client est développé dans le cadre du Robot Web Tools effort.

## Fonctionnalités
ROS regroupe plusieurs fonctionnalités qui facilitent le développement d'applications souples et modulables pour la robotique.
- Architecture de communication inter-processus et inter-machine
- Serveur de paramètre
- Système d'enregistrement et de rejeu (rosbag[12])
- Système de test
- Simulateur (Gazebo[13])

### Architecture de communication

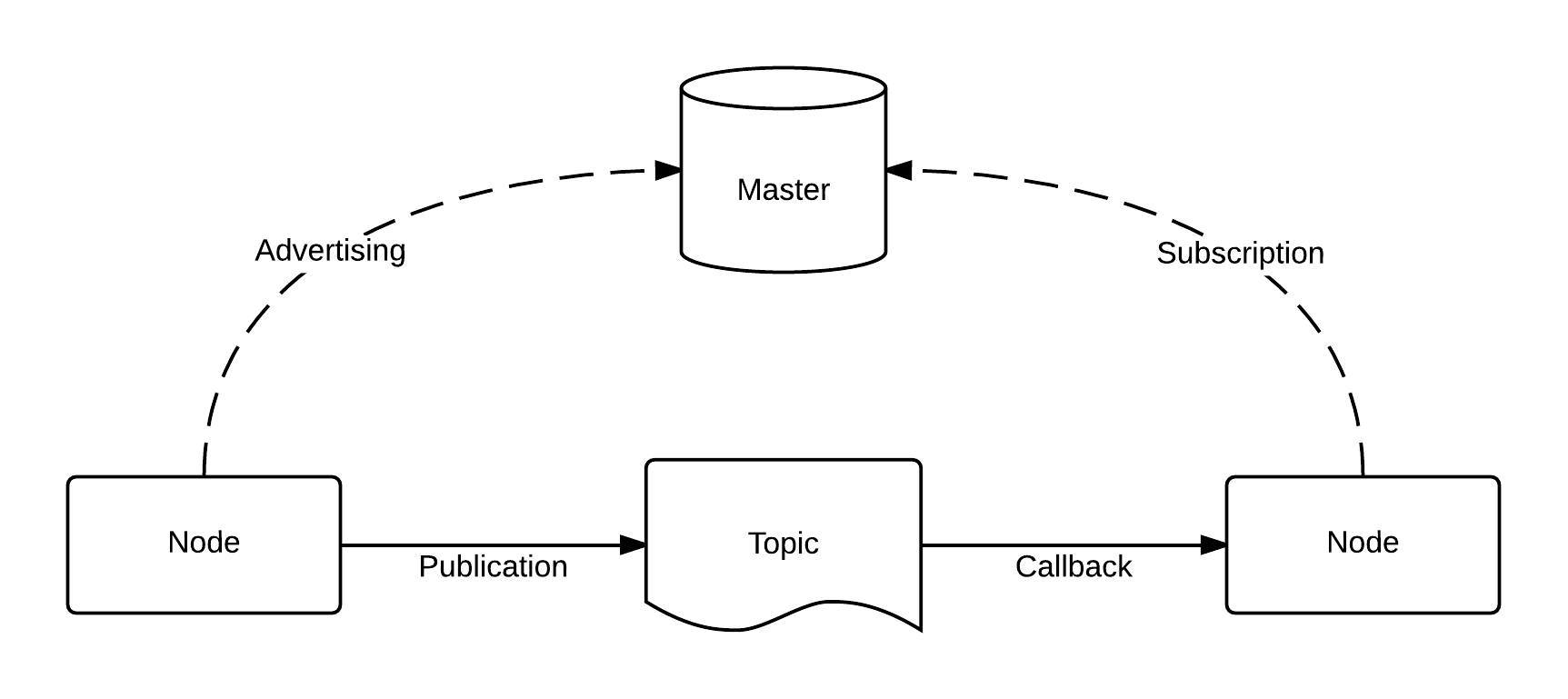
Schéma de fonctionnement du master sous ROS

ROS offre une architecture souple de communication inter-processus et inter-machine. Les processus ROS sont appelés des nodes et chaque node peut communiquer avec d'autres via des topics. La connexion entre les nodes est gérée par un master et suit le processus suivant : 
1. Un premier node avertit le master qu'il a une donnée à partager
2. Un deuxième node avertit le master qu'il souhaite avoir accès à une donnée
3. Une connexion entre les deux nodes est créée
4. Le premier node peut envoyer des données au second

Un node qui publie des données est appelé un publisher et un node qui souscrit à des données est appelé un subscriber. Un node peut être à la fois publisher et subscriber. Les messages envoyés sur les topics sont pour la plupart standardisés ce qui rend le système extrêmement flexible. 
ROS permet une communication inter-machine, des nodes s'exécutant sur des machines distinctes, mais ayant connaissance du même master peuvent communiquer de manière transparente pour l'utilisateur. 

## Histoire
ROS a été initialement développé en 2007 sous le nom switchyard par le Stanford Artificial Intelligence Laboratory dans le cadre du projet Stanford AI Robot STAIR (STanford AI Robot),.
De 2008 à 2013, le développement a été effectué principalement par Willow Garage, un institut / incubateur de recherche en robotique. Pendant ce temps, des chercheurs de plus de vingt institutions ont collaboré avec les ingénieurs de Willow Garage dans un modèle de développement fédéré,.
En février 2013, le développement de ROS est poursuivi par l'Open Source Robotics Foundation. En août 2013, un blog annonce que Willow Garage sera absorbée par une autre société créée par son fondateur, Suitable Technologies. Le support du robot PR2 créé par Willow Garage a été par la suite repris par Clearpath Robotics.

### Historique des versions
Les versions de ROS peuvent être incompatibles entre elles et sont souvent désignées par leur nom de code plutôt que leur numéro de version. Les principales versions sont à ce jour :

#### ROS 1
| Distribution                                | Date de publication | Image | Date de fin de vie |
| ------------------------------------------- | ------------------- | ----- | ------------------ |
| ROS 1.0                                     | 22 janvier 2010     |       |                    |
| Box Turtle                                  | 2 mars 2010         |       |                    |
| C Turtle                                    | 3 août 2010         |       |                    |
| Diamondback                                 | 2 mars 2011         |       |                    |
| Electric Emys                               | 30 août 2011        |       |                    |
| Fuerte Turtle                               | 23 avril 2012       |       |                    |
| Groovy Galapagos                            | 31 décembre 2012    |       | 31 juillet 2014    |
| Hydro Medusa                                | 4 septembre 2013    |       | 31 mai 2014        |
| Indigo Igloo                                | 22 juillet 2014     |       | 30 avril 2019      |
| Jade Turtle                                 | 23 mai 2015         |       | 30 mai 2017        |
| Kinetic Kame                                | 23 mai 2016         |       | 30 mai 2021        |
| Lunar Loggerhead                            | 23 mai 2017         |       | 30 mai 2019        |
| Melodic Morenia                             | 23 mai 2018         |       | 30 mai 2023        |
| Noetic Ninjemys (dernière version de ROS 1) | 23 mai 2020         |       | 30 mai 2025        |

#### ROS 2
| Distribution        | Date de publication         | Image                                             | Date de fin de vie |
| ------------------- | --------------------------- | ------------------------------------------------- | ------------------ |
| Rolling Ridley,     | progressing since June 2020 | The release poster for ROS 2 Rolling Ridley.      | N/A                |
| Kilted Kaiju        | 23 Mai 2025                 | Kilted Kaiju Logo                                 | Novembre 2026      |
| Jazzy Jalisco       | 23 Mai 2024                 | The release poster for ROS 2 Jazzy Jalisco.       | Mai 2029           |
| Iron Irwini         | 23 Mai 2023                 | The release poster for ROS 2 Iron Irwini.         | Novembre 2024      |
| Humble Hawksbill    | 23 Mai 2022                 | The release poster for ROS 2 Humble Hawksbill.    | Mai 2027           |
| Galactic Geochelone | 23 Mai 2021                 | The release poster for ROS 2 Galactic Geochelone. | Décembre 2022      |
| Foxy Fitzroy        | 5 Juin 2020                 | The release poster ROS 2 Foxy Fitzroy.            | Juin 2023          |
| Eloquent Elusor     | 22 Novembre 2019            | The release poster ROS 2 Eloquent Elusor.         | Novembre 2020      |
| Dashing Diademata   | 31 Mai 2019                 | The release poster ROS 2 Dashing Diademata.       | Mai 2021           |
| Crystal Clemmys     | 14 Décembre 2018            | The release poster ROS 2 Crystal Clemmys.         | Décembre 2019      |
| Bouncy Bolson       | 2 Juillet 2018              | The release poster ROS 2 Bouncy Bolson.           | Juillet 2019       |
| Ardent Apalone      | 8 Décembre 2017             | The release poster ROS 2 Ardent Apalone.          | Décembre 2018      |

## Domaines d'application
Les packages ROS peuvent s'appliquer à différents domaines d'application :
- Navigation : navigation stack[28], amcl[29]
- Manipulation : moveit[30]
- Perception : hector_slam[31], gmapping[32]
- Fusion de données : robot_localization[33]

## Robots officiellement compatibles
ROS est aujourd'hui officiellement pris en charge par plus de 75 robots. La grande souplesse de ROS lui permet d'être déployé sur des robots très différents (robot mobile, bras industriel, multicoptère) et qui évoluent dans des milieux variés (terrestre, aérien, marin et sous-marin). Ci-dessous une liste non exhaustive des robots compatibles avec ROS :
| Robot                  | Constructeur       |
| ---------------------- | ------------------ |
| Nao                    | Aldebaran          |
| Pepper                 | Aldebaran          |
| PR2                    | Willow-Garage      |
| Husky                  | Clearpath Robotics |
| Kingfisher             | Clearpath Robotics |
| Turtlebot              | Willow Garage      |
| Turtlebot 2            | Yujin Robotics     |
| Turtlebot 3            | Robotis            |
| Shadow Hand            | Shadow Robot       |
| Robonaut 2             | NASA               |
| Erle-copter            | Erle Robotics      |
| Baxter                 | Rethink Robotics   |
| Autorally              | Georgia Tech       |
| Stan (robot voiturier) | Stanley Robotics   |